# Dangila
Dangila är ett distrikt i Etiopien.   Det ligger i regionen Amhara, i den nordvästra delen av landet, 300 km nordväst om huvudstaden Addis Abeba.